# Matthias Wahls
Matthias Wahls (* 25. Januar 1968 in Hamburg) ist ein deutscher Schachgroßmeister und Pokerspieler.

## Leben
Im Jahre 1985 wurde Wahls deutscher Jugendmeister im Schach. Im Dezember 1985 sorgte er für Schlagzeilen, als er in Hamburg bei einer Simultan-Vorstellung mit den weißen Steinen gegen den damaligen Weltmeister Garri Kasparow gewann. Im Jahr 1988 wurde er von der FIDE zum Internationalen Meister ernannt, ein Jahr später zum Großmeister.
Beim Berliner Sommer 1994 wurde er Zweiter hinter Hennadij Kusmin, 1995 in Berlin hinter Dydyschko ebenfalls Zweiter. 1996 und 1997 wurde er Deutscher Meister.
Im Jahre 1998 qualifizierte er sich für die FIDE-Weltmeisterschaft, die ein Jahr später in Las Vegas ausgetragen wurde. Dort besiegte er in der ersten Runde den Albaner Altin Cela mit 1½:½, scheiterte jedoch in der zweiten Runde mit 0:2 am ukrainischen Weltklassespieler Wassyl Iwantschuk.
In der zweiten Hälfte der 1990er Jahre begann er, Seminare zu Schachthemen, vor allem Eröffnungen, durchzuführen und reduzierte seine Turnieraktivitäten. Außerdem veröffentlichte er 1997 die beiden Schachbücher Modernes Skandinavisch (ISBN 3-932861-00-0) und 2006 (zusammen mit Karsten Müller und Hannes Langrock) Modernes Skandinavisch, Band 2 (ISBN 978-3-935748-13-1) sowie 2004 einen Multimediakurs Die besten Eröffnungsfallen (ISBN 3-937549-09-9). Zudem veröffentlichte er in der Zeitschrift Schach und schrieb auch für Rochade Europa und New In Chess.
Seine höchste Elo-Zahl von 2609 erreichte er im Januar 1999.
Matthias Wahls konzentrierte sich nach seiner Schachlaufbahn auf das Pokerspiel, nachdem ihn Jan Gustafsson auf das Spiel gebracht hatte. 2007 gründete er zusammen mit Dominik Kofert die mit über 8,7 Millionen Mitgliedern (Stand 2020) weltweit größte Pokerschule PokerStrategy.com (Sitz in Gibraltar). Er strebte es an, die Pokervariante Texas Hold’em in Deutschland zu verbreiten. Nachdem er diese Tätigkeit einige Jahre lang ausgeübt hatte, wurde im November 2011 berichtet, Wahls sei „nach einem finanziell erfolgreichen Ausflug ins Pokergeschäft“ nach Südspanien gezogen. pokerstrategy.com wurde 2013 für 38,3 Mio. Euro vom britischen  Softwarehersteller Playtech gekauft.

## Nationalmannschaft
Mit der deutschen Nationalmannschaft nahm Matthias Wahls an den Schacholympiaden 1990 und 1992 sowie der Mannschaftseuropameisterschaft 1989 teil. Bei der Mannschafts-EM 1989 in Haifa erreichte er mit der Mannschaft den dritten Platz und in der Einzelwertung den zweiten Platz am fünften Brett.

## Vereine
Matthias Wahls hatte seine schachlichen Wurzeln beim SK Union Eimsbüttel, einem Schachklub in Hamburg, mit dem er unter anderem in der Saison 1984/85 in der 2. Bundesliga spielte. Von 1985 bis 2006 spielte er in der 1. Bundesliga beim Hamburger SK, mit dem er auch 1993 und 1995 am European Club Cup teilnahm. Seit 2021 spielt Wahls für den SV Großhansdorf.